# Ironman Los Cabos
De Ironman Los Cabos is een triatlon, die jaarlijks van 2013 t/m 2017 werd gehouden in Los Cabos, Mexico over de afstand van 3,86 km zwemmen, 180,2 km  wielrennen en 42,195 km (marathonafstand) hardlopen. Via wedstrijden uit de Ironman-circuit kan men zich plaatsen voor het WK Ironman in Hawaï. In de eerste twee edities kwam er een professioneel veld aan de start, vanaf 2015 was de wedstrijd voor liefhebbers.

## Palmares

### Mannen
| Editie | Goud                            | Tijd    | Zilver              | Tijd    | Brons              | Tijd    |
| 2013   | Timo Bracht                     | 8:26.48 | Trevor Delsaut      | 8:33.26 | Jozsef Major       | 8:33.57 |
| 2014   | Daniel Fontana                  | 8:26.15 | Stephen Bayliss     | 8:32.19 | Domenico Passuello | 8:34.18 |
| 2015   | Fernando Vargas Garibi          | 9:25.06 | Edgar Lopez Jimenez | 9:27.50 | Xavier Fanovard    | 9:28.20 |
| 2016   | Luis Fernando Pelcastre Rabanal | 9:45.35 | Markus Ganser       | 9:57.53 | Brian Melinat      | 9:58.34 |
| 2017   | Juan Valencia                   | 9:03.07 | Salvador Ruiz       | 9:17.00 | Tom De Bruyn       | 9:23.06 |

### Vrouwen
| Editie | Goud           | Tijd     | Zilver            | Tijd     | Brons                   | Tijd     |
| 2013   | Erika Csomor   | 9:35.34  | Michelle Vesterby | 9:36.31  | Lisa Roberts            | 9:38.35  |
| 2014   | Linsey Corbin  | 9:16.43  | Lisa Roberts      | 9:20.40  | Carrie Lester           | 9:26.35  |
| 2015   | Liz Verheyden  | 10:43.13 | Marisol Franco    | 10:49.26 | Sonja Wieck             | 11:02:26 |
| 2016   | Samantha Mazer | 10:58.27 | Jackie Crosby     | 11:20.44 | Ines Wong Diaz          | 11:21.17 |
| 2017   | Amy Jevens     | 10:22.55 | Liza Rachetto     | 10:25.07 | Ursula Legaria Menendez | 11:34.52 |